# دوري السنغال الممتاز 2008
دوري السنغال الممتاز 2008 هو الموسم 43 من دوري السنغال الممتاز. كان عدد الأندية المشاركة فيه 20، وفاز فيه نادي اتحاد دوانس الرياضي.